# Doomsday Derelicts
Doomsday Derelicts – czwarty minialbum amerykańskiej grupy muzycznej Nachtmystium. Wydawnictwo ukazało się 15 maja 2009 roku nakładem wytwórni muzycznej Battle Kommand.

## Lista utworów
Opracowano na podstawie materiału źródłowego.
1. "Bones" (sł. Black, muz. Judd, Wilson, Black, Necromancer, Parker, Simmons) - 02:50
2. "Life of Fire" (sł. Black, muz. Judd, Wilson, Black, Necromancer, Parker, Simmons) - 04:04
3. "Hellish Overdose" (sł. Black, muz. Judd, Wilson, Black, Necromancer, Parker, Simmons) - 05:04
4. "Pitch Black Cadence" (sł. Wrest, muz. Judd, Wilson, Black, Necromancer, Parker, Simmons) - 04:42

## Twórcy
Opracowano na podstawie materiału źródłowego.
- Blake Judd - gitara rytmiczna, gitara prowadząca, wokal prowadzący, dizajn, oprawa graficzna, produkcja muzyczna
- Jeff Wilson - gitara rytmiczna
- Jon Necromancer - gitara basowa, wokal wspierający
- Sanford Parker - instrumenty klawiszowe, syntezatory, produkcja muzyczna
- Zack Simmons - perkusja, instrumenty perkusyjne
- Carcass Chris - gościnnie gitara prowadząca (utwory 3, 4)
- Drew Elliot - oprawa graficzna
- Seldon Hunt - dizajn
- Vivian Odisho - zdjęcia